# Stüve-Wiedemann-Syndrom
Das Stüve-Wiedemann-Syndrom ist eine sehr seltene, zu den Skelettdysplasien gehörende angeborene Erkrankung mit den Hauptkennzeichen einer Verbiegung der langen Röhrenknochen zusammen mit Kleinwuchs und Kamptodaktylie.
Synonyme sind: Stüve-Wiedemann-Dysplasie; Schwartz-Jampel-Syndrom Typ 2, englisch findet sich häufig die Schreibung ohne Umlaute.
Die Bezeichnung bezieht sich auf die Autoren der Erstbeschreibung aus dem Jahre 1971, die deutsche Kinderärztin Annemarie Stüve und den Kinderarzt Hans-Rudolf Wiedemann.

## Verbreitung
Die Häufigkeit ist nicht bekannt, die Vererbung erfolgt autosomal-rezessiv. Die Erkrankung soll bei arabischen Patienten gehäuft auftreten.

## Ursache
Der Erkrankung liegen Mutationen im  LIFR-Gen im Chromosom 5 am Genort p13.1 zugrunde.
Hier liegt der Rezeptor des Leukämiehemmenden Faktors, durch die Mutationen kommt es zu geringerer Produktion von LIFR-Proteinen.

## Klinische Erscheinungen
Klinische Kriterien sind:
- Muskelhypotonie
- Kamptodaktylie
- Ateminsuffizienz
- Schluckstörungen
- Hypohidrose mit verminderter Hitzetoleranz
- Hyperthermie, krisenhaft auftretend

Als Komplikationen treten rezidivierende Fieberschübe oder Atemnot auf, die häufig bereits beim Neugeborenem zum Tode führen.
Ansonsten entwickelt sich eine Skoliose, es kommt zu Spontanfrakturen, verminderten Hornhaut- und Patellarsehnenreflexen und weiteren neurologischen Auffälligkeiten.

## Diagnose
Im Röntgenbild finden sich eine Verkürzung und metaphysäre Verbreiterung der langen Röhrenknochen, veränderte Substantia spongiosa,  Verbiegung von Schienbein, Oberschenkelknochen und Oberarmknochen und eine Hypoplasie des Mittelgesichtes.
Die Erfassung bereits im Mutterleib durch Feinultraschall ist möglich.

## Differentialdiagnose
Abzugrenzen sind:
- Crisponi-Syndrom
- Ehlers-Danlos-Syndrom
- Kampomele Dysplasie
- autosomal dominante Form des Larsen-Syndromes
- Schwartz-Jampel-Syndrom